# Steve Martino

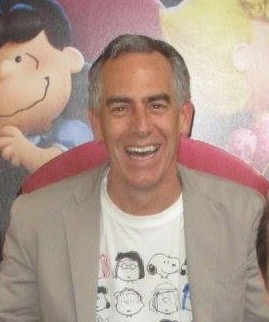
Steve Martino

Steve Martino (* 1959) ist ein US-amerikanischer Artdirector und Regisseur.

## Filmografie
- 1990: World of Discovery (main title design, 3 Folgen)
- 1996: Monty Python and the Quest for the Holy Grail (deutscher Titel: Monty Python – Die Ritter der Kokosnuß) (Regie, Videospiel, „King Brian“ Sequenz)
- 1997: Monty Python’s The Meaning of Life (Artdirector)
- 2002: Gone Nutty (Art Department)
- 2005: Robots (Artdirector)
- 2008: Horton hört ein Hu! (Regie)
- 2010: Scrat’s Continental Crack-Up (Regie)
- 2010: Scrat’s Continental Crack-Up: Teil 2 (Regie)
- 2012: Ice Age 4 – Voll verschoben (Regie)
- 2015: Die Peanuts – Der Film (Regie)